# Tomás Trénor Palavicino
Tomás Trénor y Palavicino (València, 6 d'abril de 1864 - Madrid, 1913) va ser un aristòcrata, militar, empresari, polític i filantrop valencià. Pare de Tomás Trénor Azcárraga i germà de Francisco Trénor Palavicino i Leopold Trènor i Palavicino.

## Biografia
Tomás Trénor va nàixer al si d'una aristocràtica família de comerciants i industrials valencians (Trénor). Era fill de Tomás Trénor Bucelli i Desemparats Palavicino i Ibarrola. Igual que el seu pare, va estudiar la carrera militar. Va entrar a l'Acadèmia d'Artilleria de Segòvia en 1881, ampliant coneixements en l'estranger sobre tècnica i balística. Va arribar el grau de tinent coronel. Va ser condecorat amb la Gran Creu de l'Orde de Carles III i la Gran Creu de l'Orde d'Isabel la Catòlica en 1898.
Va ser diputat en Corts a les eleccions generals espanyoles de 1903 i 1907 pel partit conservador, pels districtes de Vinaròs i Albaida. En 1906 va ser nomenat Gentilhome de Cambra del rei, amb exercici. La seua pertinença a l'alta burgesia comercial valenciana li va dur a la presidència de l'Ateneu Mercantil de València, des de la qual va promoure l'Exposició Regional Valenciana del 1909. Per a dur a terme l'Exposició, va assolir la unanimitat dels estaments socials, polítics i econòmics valencians, especialment la dels partits polítics i la premsa. Va encarregar un himne de l'Exposició al Mestre Serrano, que en 1925 es va adoptar com himne oficial dels valencians i és l'actual Himne de la Comunitat Valenciana.
L'èxit de l'esdeveniment, l'obstinació del qual li va costar la seua fortuna personal, va comptar amb el suport i la presència dels reis Alfons XIII i Victòria Eugenia i del president del Govern, Antonio Maura, i li va valer la concessió, aquest mateix any, del títol de Marqués del Túria. Va morir als 49 anys a conseqüència d'una pulmonia. Estava casat amb Margarita Azcárraga i Fesser, filla del cèlebre militar i polític Marcelo Azcárraga y Palmero. La ciutat de València li va concedir la Medalla d'Or a títol pòstum.